# Kimula banksi
Kimula banksi is een hooiwagen uit de familie Minuidae.